# Täschhorn
El Täschhorn és una muntanya de 4.490 metres que es troba a la regió del Valais a Suïssa.